# Шпадићи
Шпадићи (итал. Spada) су бивше насељено место у Хрватској. До 2001. били су насељено место у Истарској жупанији, административно у саставу Града Пореча.
Године 2001. је припојено насељу Пореч.

## Становништво
Према задњем попису становништва из 2001. године у насељу Шпадићи није било становника. Кретање броја становника по пописима 1857—2001.
| Националност   | 1857. | 1869. | 1880. | 1890. | 1900. | 1910. | 1921. | 1931. | 1948. | 1953. | 1961. | 1971. | 1981. | 1991. | 2001. |
| бр. становника | 0     | 0     | 30    | 74    | 77    | 129   | 0     | 0     | 152   | 119   | 110   | 183   | 567   | 1.030 | 0     |

Напомена:У 1857., 1869., 1921. и 1931. подаци су садржани у насељу Вели Мај. Исказивано под именом Спада од 1880. до 1910. и Шпадић од 1948. до 1961. У 1880. и 1890. означено као део насеља. У 2001. припојено насељу Пореч. 

## Попис1991.
На попису становништва 1991. године, насељено место Шпадићи је имало 1.030 становника, следећег националног састава:
| Попис 1991.‍   | Попис 1991.‍  | Попис 1991.‍ | Попис 1991.‍ | Попис 1991.‍ |
| ------------- | ------------ | ----------- | ----------- | ----------- |
|               |              |             |             |             |
| Хрвати        | Хрвати       |             | 615         | 59,70%      |
| Италијани     | Италијани    |             | 67          | 6,50%       |
| Југословени   | Југословени  |             | 61          | 5,92%       |
| Муслимани     | Муслимани    |             | 35          | 3,39%       |
| Срби          | Срби         |             | 18          | 1,74%       |
| Словенци      | Словенци     |             | 13          | 1,26%       |
| Албанци       | Албанци      |             | 8           | 0,77%       |
| Мађари        | Мађари       |             | 5           | 0,48%       |
| Аустријанци   | Аустријанци  |             | 3           | 0,29%       |
| Македонци     | Македонци    |             | 3           | 0,29%       |
| Црногорци     | Црногорци    |             | 2           | 0,19%       |
| Русини        | Русини       |             | 1           | 0,09%       |
| остали        | остали       |             | 1           | 0,09%       |
| неопредељени  | неопредељени |             | 30          | 2,91%       |
| регион. опр.  | регион. опр. |             | 156         | 15,14%      |
| непознато     | непознато    |             | 12          | 1,16%       |
| укупно: 1.030 |              |             |             |             |